# Lampranthus stanfordiae
Lampranthus stanfordiae är en isörtsväxtart som beskrevs av L. Bol. Lampranthus stanfordiae ingår i släktet Lampranthus och familjen isörtsväxter. Inga underarter finns listade i Catalogue of Life.